# Facundo, la sombra del tigre
Facundo, la sombra del tigre  es una película de Argentina filmada en colores dirigida por Nicolás Sarquís sobre su propio guion escrito en colaboración con el guion de José Pablo Feinmann, Eduardo Scheuer, Eduardo Saglul y Daniel Moyano que se estrenó el 31 de marzo de 1995 y tuvo como actores principales a Lito Cruz, Norma Aleandro, Dora Baret y Víctor Manso. Tuvo el título alternativo de El general Quiroga va en coche al muere.
Es la primera película realizada en el país por el sistema de Super 16 que utiliza película de menor costo. Sarquis había intentado en 1976 realizar este proyecto, sin éxito. En forma paralela y mediante convenio con la Subsecretaría de Cultura de la Nación, Argentina Televisora Color e Instituto Nacional de Cine y Artes Audiovisuales se realizó una miniserie de 4 capítulos declara de interés nacional en junio de 1996. La extensión del filme provocó demoras en su estreno comercial hasta que el propio director alquiló una sala al efecto.
Fue filmada en las provincias de Córdoba y La Rioja y en San Antonio de Areco y San Andrés de Giles en la provincia de Buenos Aires.

## Sinopsis
Mientras viaja al norte para intervenir en un conflicto entre las provincias de Salta y Tucumán, el general Juan Facundo Quiroga rememora algunos acontecimientos políticos y militares y es asesinado a manos de un oscuro capitán antes de llegar a su destino.

## Reparto
Participaron del filme los siguientes intérpretes:
- Lito Cruz …Facundo Quiroga
- Norma Aleandro
- Dora Baret
- Víctor Manso
- Claudio García Satur
- Andrea Politti
- Martín Adjemián
- Cristina Fernández
- Oscar Ferrigno (hijo)
- Juan Carlos Puppo
- Héctor Malamud
- María Bufano
- Ricardo Alanis …Escolta de Quiroga
- Carlos Portaluppi
- Miguel Dedovich
- Roberto Cesán
- Adriana Pérez Gianny …La loca de la teta
- Déborah Vidret
- Sergio Corona

## Comentarios
Adrián Desiderato en La Prensa escribió:

«Su aliento épico…se torna más imprescindibles en estos tiempos de ideas importadas (no importantes), liviandades diversas y abundancia de drugstores.»

Alberto Farina en El Cronista Comercial opinó:

«El tigre Facundo despliega firmes y ambiciosas garras de celuloide.»

## Nominaciones
Asociación de Cronistas Cinematográficos de la Argentina Premios Cóndor de Plata 1996
- Nicolás Sarquís, nominado al premio al Mejor Director.
- Lito Cruz, nominado al premio al Mejor Actor.
- Víctor Manso, nominado al premio a la Mejor Revelación Masculina.
- Luis Vecchione y José Trela, nominados al premio a la Mejor Fotografía.
- María Arazáez, nominada al premio a la Mejor Dirección Artística.
- Martín Bianchedi, nominado al premio a la Mejor Música.